# Vande Bharat Express

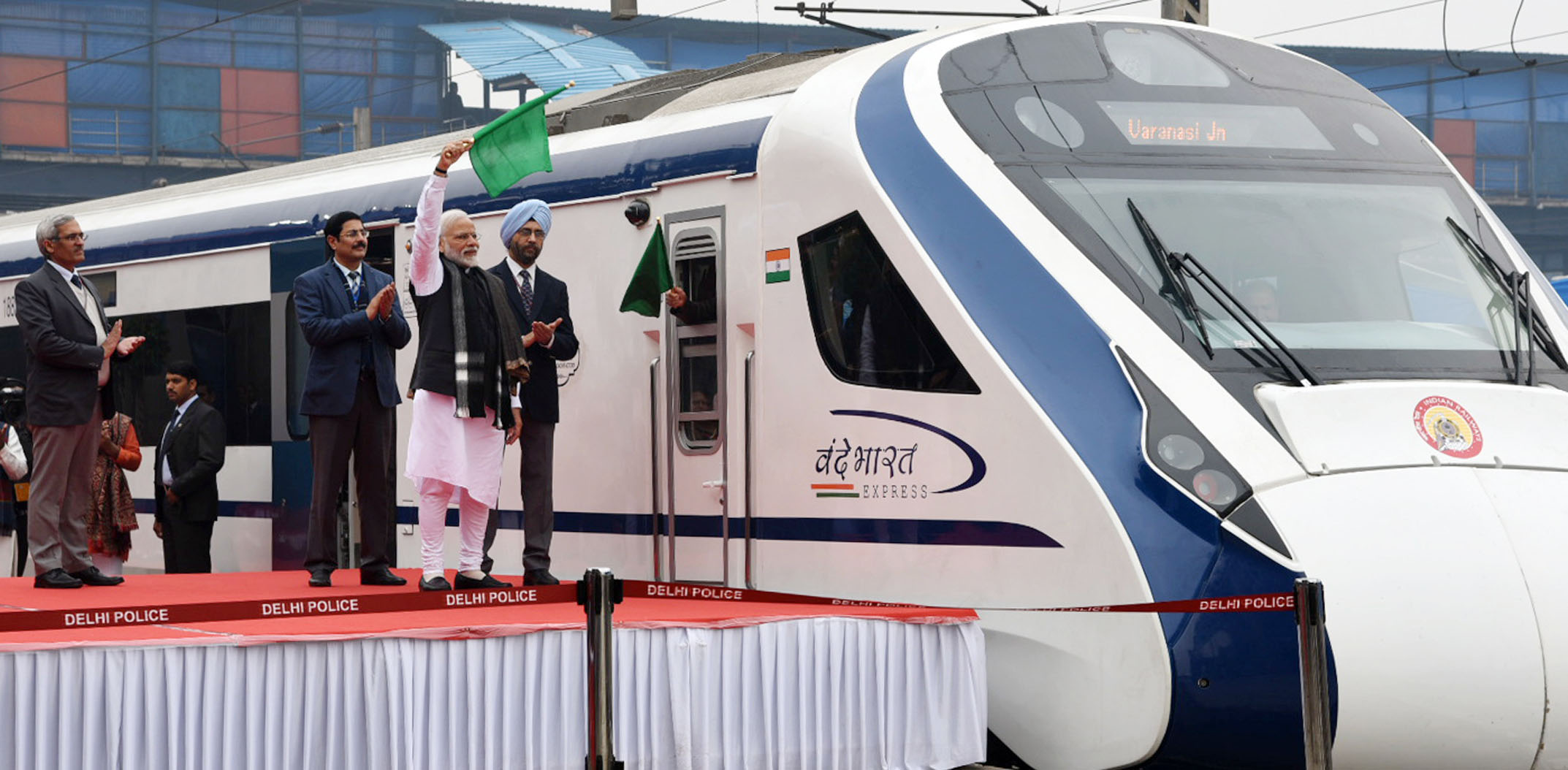
O primeiro-ministro da Índia Narendra Modi levanta a bandeira de sinalização verde, autorizando a partida do primeiro trem “Vande Bharat Express”.

Vande Bharat Express (वन्दे भारत एक्सप्रेस), também conhecido como Trem 18, é um trem unidade elétrico interurbana de semi-alta velocidade indiano. Ele foi projetado e construído pela Integral Coach Factory (ICF) de Chennai, sob a iniciativa do programa "Make in India", do atual governo indiano, durante um período de 18 meses. O custo unitário do primeiro trem foi dado em ₹100 crore (US$14 milhões), embora se espere que o custo unitário diminua com a produção subsequente. Pelo preço original, estima-se que seja 40% menos dispendioso do que um trem similar importado da Europa. O trem foi lançado em 15 de fevereiro de 2019 , data em que uma segunda unidade será produzida e preparada para serviço. O serviço recebeu o nome de 'Vande Bharat Express' em 27 de janeiro de 2019.